# Fort Lytton National Park
Fort Lytton National Park är en park i Australien. Den ligger i delstaten Queensland, omkring 14 kilometer nordost om delstatshuvudstaden Brisbane. Fort Lytton National Park ligger 4 meter över havet. Arean är 12,6 kvadratkilometer.
Trakten är tätbefolkad. Närmaste större samhälle är Brisbane, omkring 14 kilometer sydväst om Fort Lytton National Park.
Genomsnittlig årsnederbörd är 1 434 millimeter. Den regnigaste månaden är januari, med i genomsnitt 283 mm nederbörd, och den torraste är oktober, med 22 mm nederbörd.